# Комсомол (Омская область)
Комсомол — деревня в Омском районе Омской области России. Входит в состав Комсомольского сельского поселения. Население 262 чел. (2010) .

## История
В соответствии с Законом Омской области от 30 июля 2004 года № 548-ОЗ «О границах и статусе муниципальных образований Омской области» деревня вошла в состав образованного муниципального образования «Комсомольское сельское поселение».

## География
Комсомол находится на юге центральной части региона, в лесостепной полосе Барабинской низменности, относящейся к Западно-Сибирской равнине.
Абсолютная высота — 115 м над уровнем моря.

## Население
| 2006 | 2010 |
| ---- | ---- |
| 272  | ↘262 |

Гендерный состав
По данным Всероссийской переписи населения 2010 года в гендерной структуре населения из 262 человек мужчин — 124, женщин — 138	(47,3 и 52,7 % соответственно)
Национальный состав
Согласно результатам переписи 2002 года, в национальной структуре населения русские составляли 97 % от общей численности населения в 276 чел..

## Инфраструктура
Развитое сельское хозяйство. Личное подсобное хозяйство.

## Транспорт
Автодорога «Ачаирский — Комсомол» (идентификационный номер 52 ОП МЗ Н-324) длиной 4,34 км..